# Demain (chanson)
Pour les articles homonymes, voir Demain.
 (janvier 2023).
Singles de Gims
Après-vous madame
(2022)
Pistes de Les Dernières Volontés de Mozart
Cash Cache
(6) Thémistocle
(8)
Demain est une chanson du chanteur et rappeur congolais Gims et la chanteuse franco-italienne Carla Bruni, sortie le 25 novembre 2022.
La chanson est le quatrième extrait de son album studio Les Dernières Volontés de Mozart.

## Liste des titres
| 1. | Demain (feat. Carla Bruni) | Gims, Vitaa, Renaud Rebillaud, Carla Bruni | 3:19 |

## Historique de sortie
| Pays                  | Date             | Format                    | Label                     |
| --------------------- | ---------------- | ------------------------- | ------------------------- |
| France / Monde entier | 25 novembre 2022 | Téléchargement, streaming | Chahawat (Play Two, Sony) |